# Havoc – Playing with Death: Meet the World’s Most Brutal Killer
Havoc – Playing with Death: Meet the World’s Most Brutal Killer (Alternativtitel: Havoc – Playing with Death, Playing with Dolls III und Playing with Dolls: Havoc) ist ein US-amerikanischer Low-Budget-Slasherfilm von Rene Perez aus dem Jahr 2017. Es ist der dritte Teil der Playing with Dolls-Filmreihe, die 2015 mit Cinderella – Playing with Dolls begann.

## Handlung
In einer Höhle jagt eine junge Frau in einer Art Spielshow Geld hinterher. Dabei wird sie von einem namenlosen Killer verfolgt. Als dieser sie scheinbar tötet, macht sich ein Söldnerteam bereit, den Killer wieder in Gewahrsam zu nehmen. Doch die Frau ist nicht tot, und durch die Ablenkung gelingt dem Killer die Flucht in die schneebedeckten Berge.
Sara Curry möchte ihren Mann, den Geschäftsmann Timothy, überraschen und macht sich mit Haushälterin und Helfer Bob auf zur Schneehütte. Als Timothys Geliebte Mia, die auf einen Antrag von ihm hofft, unverhofft in die Hütte hineinplatzt, ist das Chaos perfekt. Da ihr Wagen nicht anspringt, wird sie von Sara hereingebeten. Anschließend konfrontiert Sara ihren Ehemann, der etwas später eintrifft.
Währenddessen tötet der Killer sämtliche Personen in der Hütte. Schlussendlich bleiben nur Sara und Mia übrig. Als der Killer denkt, dass Mia tot ist, betäubt er Sara und präpariert sie zum Ausweiden. Doch Mia hat überlebt und befreit Sara. Die beiden fliehen durch den Wald. Währenddessen nahen die Söldner, doch der Killer setzt sich zur Wehr.

## Hintergrund
Wie bei dem Vorgängerfilm Bloodlust – Playing with Dolls 2 (2016) übernahm Rene Perez von Regie über Drehbuch, Kamera, Schnitt und Musik fast alle wichtigen Positionen. Erstmals waren für die detailreichen und im Gegensatz zu den Vorgängern überwiegend handgemachten Splattereffekte Marcus Koch und Oliver Müller verantwortlich.
Wie die ersten beiden Teile erschien der Film in Deutschland zunächst nur in einer stark gekürzten Fassung über das Label Soulfood als Verkauf-DVD und Blu-Ray. Insgesamt fehlen fast zwei Minuten an Splatterszenen. Die gekürzte Fassung erhielt dennoch lediglich eine FSK 18-Freigabe. Uncut erschien der Film als Mediabook über Inked Pictures.

## Rezeption
Von vielen Kritikern aus dem Bereich des Horrorfilms wurde der Film als bislang bester Teil der Serie bezeichnet, wobei er generell eher als schlecht bewertet wurde.